# American Society of Civil Engineers
Die American Society of Civil Engineers (ASCE) ist der Berufsverband der Bauingenieure in den Vereinigten Staaten. Der Verband ist der älteste US-Ingenieurverein.

## Geschichte
Der Verband wurde 1852 von zwölf Ingenieuren in den Büroräumen des Croton-Aquädukt als American Society of Civil Engineers and Architects gegründet. Das erste weibliche Mitglied wurde 1906 zugelassen. Der Sitz der ASCE ist in Reston (Virginia). Der Verband zählt nach eigener Aussage mehr als 150.000 Mitglieder in 177 Ländern.

## Preise
Der Verband vergibt neben der Benennung von nationalen und internationalen Meilensteinen des Bauingenieurwesens unter anderem folgende Auszeichnungen (nach dem Jahr der Erstverleihung):
- Norman Medal (1874)
- J. James R. Croes Medal (1913)
- Alfred Noble Prize (1931)
- Walter L. Huber Civil Engineering Research Prize (1949)
- Outstanding Civil Engineering Achievement Award (1960)
- Von-Karman-Medaille (1960)
- Terzaghi Award (1963)
- Terzaghi Lecture (1963)
- Nathan M. Newmark Medal (1976)
- Roebling Award (1988)
- Arthur Casagrande Professional Development Award (1989)
- Outstanding Leaders and Projects Award (OPAL) (2000, Bereiche Public Works, Education, Management, Design, Construction)
- Maurice A. Biot Medal (2003)
- Raymond D. Mindlin Medal (2009)

## OPAL Award
Der OPAL Award wird seit 2000 in den Bereichen Construction, Design, Education, Public Works und Management vergeben. Preisträger Construction/Design/Education waren (Construction jeweils zuerst aufgeführt, dann Design und Education):
- 2000 Stephen D. Bechtel Jr. (Construction), T. Y. Lin (Design)
- 2001 Ben C. Gerwick, Robert F. Mast, Ralph Peck
- 2002 Charles J. Pankow, Eugene Figg, Theodore Galambos
- 2003 Kenneth E. Stinson, Leslie E. Robertson, Earnest F. Gloyna
- 2004 Charles E. Mergentime, George J. Tamaro, G. Wayne Clough
- 2005 Jack Lemley, Louis G. Silano, C. Michael Walton
- 2006 A. James Clark, W. Gene Corley, James K. Mitchell
- 2007 Thomas R. Draeger, Loring A. Wyllie, John W. Fisher
- 2008 William H. Luyties, Clyde N. Baker, Ernest T. Smerdon
- 2009 John F. Donohoe, Jeremy Isenberg, J. Michael Duncan
- 2010 Terence E. Richardson, Man-Chung Tang, David E. Daniel
- 2011 Kris R. Nielsen, William F. Baker, Stephen J. Ressler
- 2012 Robert L. Bowen, Michael J. Abrahams, Clifford J. Schexnayer
- 2013 Robert E. Alger, Charles H. Thornton, Charles C. Ladd
- 2014 Joseph P. Welsh, Jon D. Magnusson, Jeffrey S. Russell
- 2015 Andrew K. Phelps, Edward J. Schmeltz, Bernard Amadei
- 2016 Christopher S. Traylor, Rudolph Bonaparte, Dan Frangopol
- 2017 Anne Bigane Wilson, Harry Poulos, Bruce Ellingwood
- 2018 F. Dave Zanetell (Construction), Sharon L. Wood (Education)